# 张建胜
张建胜（1957年6月—），四川遂宁人。中国人民解放军中将军衔。
长期在兰州军区服役，曾任南疆军区参谋长、南疆军区副司令员，2011年任南疆军区司令员。2013年12月，升任兰州军区副司令员。2016年1月，任兰州军区善后办主任、党委副书记。
2015年7月，晋升中国人民解放军中将军衔。
2017年当选中国共产党第十九次全国代表大会代表。